# IC 456
IC 456 је спирална галаксија у сазвјежђу Велики пас која се налази на листи објеката дубоког неба у Индекс каталогу.
Деклинација објекта је - 30° 9' 47" а ректасцензија 7h 0m 17,4s. Привидна величина (магнитуда) објекта IC 456 износи 12,0 а фотографска магнитуда 13,0. IC 456 је још познат и под ознакама ESO 427-24, MCG -5-17-2, PGC 19993.